# Bruno de Barros
Bruno Lins Tenório de Barros (* 7. Januar 1987 in Maceió) ist ein brasilianischer Leichtathlet, der sich auf den Sprint spezialisiert hat.

## Sportliche Laufbahn
Erste Erfahrungen bei internationalen Meisterschaften sammelte Bruno de Barros im Jahr 2004, als er bei den Jugendsüdamerikameisterschaften in Guayaquil in 42,42 s die Goldmedaille mit der brasilianischen 4-mal-100-Meter-Staffel gewann. 2006 siegte er in 21,52 s im 200-Meter-Lauf bei den Spielen der Lusophonie in Macau und anschließend belegte er bei den U23-Südamerikameisterschaften, die im Zuge der Südamerikaspiele in Buenos Aires ausgetragen wurden, in  21,20 s den sechsten Platz über 200 Meter und gewann mit der Staffel in 40,15 s die Silbermedaille hinter dem Team aus Venezuela. 2008 siegte er in 38,96 s mit der Staffel bei den Ibero-Amerikanischen Meisterschaften in Iquique und gewann in 20,95 s die Silbermedaille über 200 Meter hinter seinem Landsmann Sandro Viana. Anschließend startete er über 200 Meter bei den Olympischen Spielen in Peking und scheiterte dort mit 21,15 s in der ersten Runde. Zudem gewann er im Staffelbewerb in 38,24 s gemeinsam mit Vicente de Lima, Sandro Viana und José Carlos Moreira die Bronzemedaille hinter Trinidad und Tobago und Japan, nachdem der jamaikanischen Mannschaft 2016 nachträglich die Goldmedaille wegen eines Dopingverstoßes aberkannt wurde. Anschließend siegte er in 21,13 s über 200 Meter bei den U23-Südamerikameisterschaften in Lima und gewann in 10,70 s die Silbermedaille im 100-Meter-Lauf hinter seinem Landsmann Nilson André. Zudem siegte er in 40,06 s in der 4-mal-100- sowie in 3:09,02 min auch in der 4-mal-400-Meter-Staffel. 2009 wurde ihm die Bronzemedaille über 200 m bei den Südamerikameisterschaften in Lima aberkannt, nachdem eine kurz zuvor durchgeführte Dopingkontrolle ein positives Ergebnis für Erythropoetin (EPO) ergeben hatte. Wegen dieses Verstoßes gegen die Dopingbestimmungen wurde eine zweijährige Sperre verhängt und auch die Ergebnisse von den Spielen der Lusoponie wurden ihm aberkannt.
Nach Ablauf seiner Sperre nahm er 2011 an den Weltmeisterschaften in Daegu teil und belegte dort mit 20,31 s im Finale den sechsten Platz und wurde mit der Staffel im Vorlauf disqualifiziert. Anschließend gewann er in 20,45 s die Bronzemedaille bei den Panamerikanischen Spielen in Guadalajara hinter dem Kubaner Roberto Skyers und Lansford Spence aus Jamaika. Zudem siegte er in 38,18 s gemeinsam mit Ailson Feitosa, Sandro Viana und Nilson André in der 4-mal-100-Meter-Staffel. Im Jahr darauf erreichte er bei den Olympischen Spielen in London das Halbfinale über 200 Meter und schied dort mit 20,55 s aus, während er mit der Staffel mit 38,35 s den Finaleinzug verpasste. 2013 gewann er bei den Südamerikameisterschaften in Cartagena in 10,33 s die Silbermedaille über 100 Meter hinter dem Ecuadorianer Álex Quiñónez und anschließend schied er bei den Weltmeisterschaften in Moskau mit 20,60 s in der ersten Runde über 200 Meter aus. 2014 nahm er erneut an den Südamerikaspielen in Santiago de Chile teil und belegte dort in 20,77 s den vierten Platz über 200 Meter, siegte dann aber in 38,90 s gemeinsam mit Ailson Feitosa, Jefferson Lucindo und Aldemir da Silva Júnior in der 4-mal-100-Meter-Staffel. Anschließend belegte er bei den World Relays auf den Bahamas in 38,40 s den vierten Platz.
Bei den IAAF World Relays 2015 in Nassau belegte er in 38,63 s den vierten Platz und anschließend schied er bei den Panamerikanischen Spielen in Toronto mit 20,66 s im Halbfinale aus und gewann in 38,68 s gemeinsam mit Gustavo dos Santos, Vitor Hugo dos Santos und Aldemir da Silva Júnior die Silbermedaille in der 4-mal-100-Meter-Staffel hinter den Vereinigten Staaten. Anschließend scheiterte er bei den Weltmeisterschaften in Peking mit 20,42 s im Vorlauf über 200 Meter und konnte im Staffelbewerb das Rennen nicht beenden. Daraufhin belegte er bei den Militärweltspielen im südkoreanischen Mungyeong in 10,29 s den fünften Platz über 100 Meter und erreichte nach 20,84 s Rang vier im 200-Meter-Lauf. Zudem wurde er in der 4-mal-100-Meter-Staffel in 39,77 s Fünfter. Im Jahr darauf gewann er in 20,54 s die Bronzemedaille über 200 Meter bei den Ibero-Amerikanischen Meisterschaften in Rio de Janeiro hinter dem Dominikaner Yancarlos Martínez und Bruno Hortelano aus Spanien und im 100-Meter-Lauf musste er sich in 10,28 s nur dem Dominikaner Stanly del Carmen geschlagen geben. Zudem gewann er in 38,65 s die Silbermedaille mit der Staffel hinter der Dominikanischen Republik. Anschließend schied er bei den Olympischen Spielen ebendort mit 20,59 s in der Vorrunde über 200 Meter aus und belegte in 38,41 s den sechsten Platz im Staffelbewerb. Bei den IAAF World Relays 2017 auf den Bahamas wurde er im Vorlauf disqualifiziert und anschließend gewann er bei den Südamerikameisterschaften in Luque in 10,22 s die Silbermedaille über 100 Meter hinter dem Kolumbianer Diego Palomeque und trat im Finale über 200 Meter nicht mehr an. Zudem siegte er in 39,44 s gemeinsam mit Flávio Barbosa, Aldemir da Silva Júnior und Felipe Bardi dos Santos in der 4-mal-100-Meter-Staffel und gewann in 3:07,32 min gemeinsam mit Alexander Russo, Hugo de Sousa und Lucas Carvalho die Silbermedaille hinter Kolumbien.
2021 siegte er dann in 39,10 s gemeinsam mit Erik Cardoso, Felipe Bardi dos Santos und Derick Silva in der 4-mal-100-Meter-Staffel sowie in 3:04,25 min gemeinsam mit Lucas Carvalho, João Cabral und Pedro Luiz de Oliveira auch in der 4-mal-400-Meter-Staffel.
In den Jahren 2012 und 2013 wurde de Barros brasilianischer Meister im 200-Meter-Lauf sowie 2014 über 100 Meter und in der 4-mal-100-Meter-Staffel.

## Persönliche Bestzeiten
- 100 Meter: 10,16 s (+1,8 m/s), 21. März 2009 in São Paulo
  - 60 Meter (Halle): 6,73 s, 16. Februar 2014 in São Caetano do Sul
- 200 Meter: 20,16 s (+1,1 m/s), 6. August 2011 in São Paulo